# Yakama rezervátum

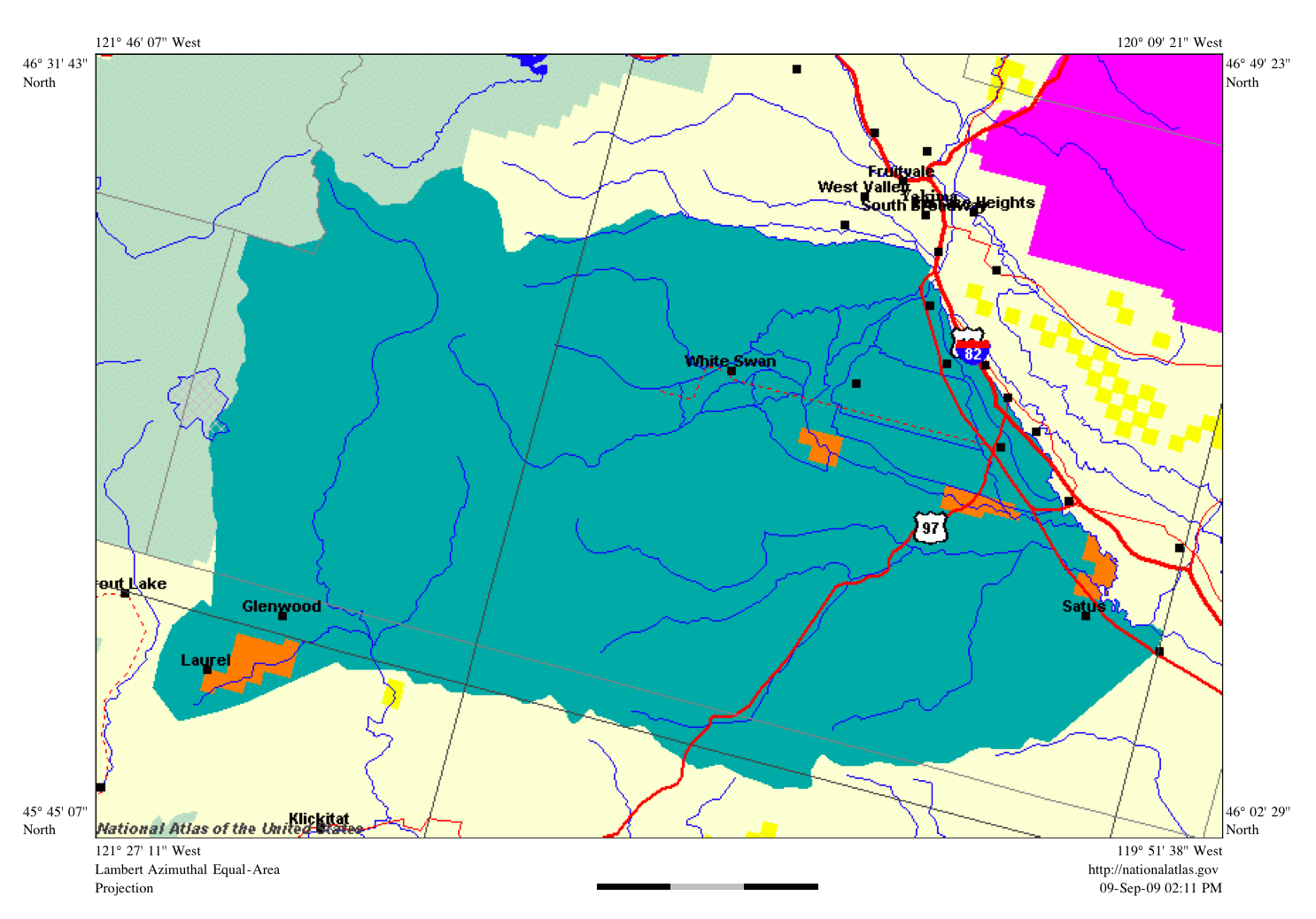
A rezervátum térképe

A Yakama rezervátum az Amerikai Egyesült Államok északnyugati részén, Washington állam Klickitat és Yakima megyéiben elhelyezkedő indián rezervátum. A rezervátum fenntartója a szövetségi kormány által elismert Confederated Tribes and Bands of the Yakama Nation.
A területen klickitat, palus, walla walla, wanapum, wenatchi, wishram és yakama indiánok élnek.

## Történet
A rezervátum 1855-ben jött létre az Isaac Stevens (Washington Territórium kormányzója) és a yakama törzs által megkötött egyezmény értelmében. Egyes indián vezetők úgy gondolták, hogy a törzs képviselőinek nem volt joga a megállapodás aláírására; a vita a yakima háborúhoz vezetett.
Az 1878-as bannock háborút követően az északi pajut indiánokat Nevadából a yakama rezervátumba telepítették át. Habár többségük nem volt érintett az összetűzésben, egy évtizedet kellett várniuk, mire visszatérhettek lakóhelyükre. A pajutok csak akkor költöztek haza, amikor a nyugati sosonokkal közös rezervátumba kerülhettek.
1994-ben a törzsi tanács az 1855-ös egyezménnyel összhangban a rezervátum nevét Yakimáról Yakamára módosította, azonban a kiejtés változatlan maradt.
A 2015-ös erdőtüzek után a törzs az elégett fák kitermelésébe kezdett.

## Földrajz
A rezervátum Washington állam délkeleti részén, a Cascade-hegységtől keletre fekszik. A Népszámlálási Hivatal adatai alapján területe 5661,56 km²; népessége 2000-ben 31 799 fő volt. A terület legnagyobb települése a Yakima megyében elhelyezkedő Toppenish.
A rezervátum négyötöde a szövetségi kormány által az indiánok számára fenntartott terület, a maradék 20% magántulajdonban áll. 166 hektáron cserjés sztyeppe terül el, ahol 2014-ben tizenötezer vadlovat figyeltek meg; ez sokkal több, mint amit a terület el tud látni.

### Települések
- Glenwood
- Harrah
- Parker
- Satus
- Tampico (részben)
- Toppenish
- Union Gap (részben)
- Wapato
- White Swan

## Gazdaság
A térségben magas a szegénység és a munkanélküliség: egy 2005-ös felmérés szerint a családok 42,8%-a él szegénységben. A hajléktalanok aránya is magas: 2017-ben 1580-an vártak lakásra. 2016-ban 130 kilakoltatott személy tábort létesített; a törzs tagjai ideiglenes megoldásként kunyhókat építettek, azonban ezekben nincs vezetékes víz.
A rezervátum fenntartója erdőgazdálkodással is foglalkozik; a fűrészüzem többszáz embernek biztosít munkát. A törzs kaszinót is üzemeltet; a létesítmény egyike azon indián kaszinóknak, ahol nem lehet alkoholt vásárolni.

## Közigazgatás
A rezervátum irányítása a törzs tagjai által választott, tizennégy tagból álló bizottság feladata.
1963-tól a 280-as számú törvény értelmében a vétségek és közlekedési kihágások kivételével minden büntető- és polgárjogi esetben Washington állam járhat el. 1983 és 1993 áprilisa között a rezervátumban tizenhárom nőt öltek meg és további kettő eltűnt; mivel egyik ügyet sem oldották meg, a Szövetségi Nyomozóirodával szembeni bizalom csökkent. 2016-ban a törzs visszakapta intézkedési jogkörét.
A rezervátum területén (a kaszinóban, a boltban és a rendezvényeken is) alkoholtilalom van érvényben; 2000-ben ezt a nem a törzshöz tartozók által birtokolt magánterületekre is kiterjesztették. Washington állam beperelte a törzset, azonban a keresetet elutasították, mivel a rendelkezést akkor még nem vezették be. 2001-ben a kerületi ügyvéd azt javasolta, hogy a tilalmat a nem a törzs fennhatósága alá tartozó magánterületeken ne vezessék be.
A rezervátumban évtizedek óta probléma a drogfogyasztás. Ugyan a marihuána Washington államban legális, a törzs a rezervátumban betiltaná azt.

### Közbiztonság
2018 februárjában a bűnözési ráta emelkedése miatt a törzsi tanács szigorúbb büntetéseket vezetett be; a törzs tagjai a halászati és vadászati jogosultságuk mellett akár tagsáukat is elveszthetik, míg a kívülállókat kiutasíthatják a rezervátum területéről.
2019 júniusában a White Swanben történt gyilkosság után a tanács a kábítószerhasználat és az erőszakos cselekmények számának növekedése miatt a fiatalokkal szemben kijárási tilalmat vezetett be, valamint a bűncselekmények bejelentésére szolgáló vonalat indított; emellett lopás és bántalmazás miatt kiszabható büntetési tételeket megemelték.

## Fordítás
Ez a szócikk részben vagy egészben  a   Yakama Indian Reservation című angol Wikipédia-szócikk ezen változatának fordításán alapul.  Az eredeti cikk szerkesztőit annak laptörténete sorolja fel. Ez a jelzés csupán a megfogalmazás eredetét és a szerzői jogokat jelzi, nem szolgál a cikkben szereplő információk forrásmegjelöléseként.